# 甘斯巴赫河
50°50′28.95″N 8°28′9.72″E / 50.8413750°N 8.4693667°E
甘斯巴赫河（德語：Gansbach），是德國的河流，位於該國中部，由黑森州負責管轄，屬於珀夫河的支流，河道全長11.1公里，流域面積23.2平方公里，河口處在施特芬貝格。